# Вицин, Сергей Ефимович
Серге́й Ефи́мович Ви́цин (26 октября 1929, Воткинск, Удмуртская АССР — январь 2017) — советский и российский юрист, специалист по криминологии; выпускник юридического факультета Казанского государственного университета (1953), доктор юридических наук с диссертацией об организации борьбы с преступностью (1979); начальник кафедры криминологии и профилактики преступлений Московского юридического института МВД России; генерал-майор внутренней службы и член комиссии по помилованию при Президенте РФ; заслуженный юрист РСФСР, заслуженный работник МВД СССР и действительный член РАЕН.

## Биография
Сергей Вицин родился 26 октября 1929 года в городе Воткинск, входивший в те годы в состав Удмуртской АССР (УАССР). В 1953 году он стал выпускником юридического факультета Казанского государственного университета (с отличием); в 1960 году он окончил факультет иностранных языков Удмуртского государственного педагогического института. В период с 1957 по 1964 год занимал должности в службах дознании и следствия МВД УАССР.
В 1967 году, после окончания адъюнктуры в Высшей школе МВД РСФСР, Вицин начал работать в центральном аппарате МВД СССР — проработал в Москве несколько лет. В 1970 году он стал выпускником Высших экономические курсов, действовавших при Госплане СССР; в том же году он защитил кандидатскую диссертацию на тему «Принудительные меры медицинского характера (понятие, основания и порядок применения)» — стал кандидатом юридических наук. Через девять лет он успешно защитил докторскую диссертацию на тему «Проблемы системного подхода к организации борьбы с преступностью» — стал доктором юридических наук. По подготовленной Вициным методике в СССР был создан первый прогноз преступности — на период 1971—1975 годов.
В 1981 году Вицин занял позицию профессора в Академии МВД СССР; в период с 1979 по 1984 год он также являлся и первым заместителем начальника данной академии. В марте 1984 года он перешёл в Московский университет МВД России имени В. Я. Кикотя (в те годы — Московская высшая школа милиции МВД СССР): здесь, с 1987 по 2000 год, Вицин являлся начальником кафедры криминологии и профилактики преступлений, а в период с 2000 по 2002 — состоял заведующим кафедрой криминологии и профилактики преступлений. В 2003 году стал профессором кафедры криминологии. В 2000 году он принял участие в 10-й конференции ООН по проблемам борьбы с преступностью и обращению с правонарушителями; также участвовал и в деятельности правозащитных организаций — как национальный, так и международных.
Вицин являлся председателем специализированного диссертационного совета в Университете МВД; входил в состав диссертационного совета в Академии управления МВД России. Кроме того, он состоял заместителем председателя в секции экспертных советов по гуманитарным наукам, являвшейся частью отдела оборонных проблем науки и техники в ВАК РФ. Является соавтором ряда российских законов, включая «О судебной системе Российской Федерации», «О мировых судьях», «О судебном департаменте при Верховном Суде Российской Федерации» и «О судах общей юрисдикции»; был в числе соавтором «Концепции судебной реформы», принятой в 1991 году. Получил почетное звание «Заслуженный юрист Российской Федерации» (1992); в ноябре 1994 года президент Борис Ельцин внёс кандидатуру Вицина на пост судьи Конституционного суда РФ.
В период с 1991 по 2001 год генерал-майор внутренней службы Вицин входил в состав комиссии при президенте по вопросам помилования; в 1994 году он стал членом комиссии по предварительному рассмотрения кандидатур на должности судей федеральных судов. Был награжден одним орденом и четырнадцатью медалями. Заслуженный работник МВД СССР и действительный член Российской академии естественных наук (РАЕН) Сергей Вицин скончался в январе 2017 года.

## Работы
Сергей Вицин являлся автором и соавтором более сотни научных работ по проблемам уголовного права и уголовного процесса; он специализировался на изучении преступности и теории управления, а также — на статистических исследованиях в сфере уголовного права и вопросах судопроизводства в РФ. Являлся научным руководителем и консультантом в пяти десятках кандидатских и докторских диссертаций. Вицин полагал, что «преступность с точки зрения системного подхода — это сложная социальная динамическая система, которая может быть достаточно адекватно охарактеризована определенными параметрами и изучена как процесс»; проводя аналогию между преступностью и айсбергом, профессор Вицин считал, что «для того, чтобы определить качественный состав айсберга, достаточно исследовать его отдельные части. В принципе и преступность в целом может быть исследована по ее „зарегистрированной части“»:
- «Моделирование в криминологии» (М., 1973);
- «Системный подход и преступность» (М., 1980)
- Криминология : учебно-методические материалы / Московский ун-т МВД России; [Вицин С. Е. и др.]; под ред. С. Я. Лебедева. — Москва : Щит-М, 2007. — 206 с. — ISBN 978-5-93004-247-4.
- Криминология : учеб.-метод. материалы и альбом схем : Учеб. пособие / [С. Е. Вицин и др.]; Под ред. С. Е. Вицина и В. А. Уткина. — 2-е изд., испр. и доп. — М. : Щит-М, 2000. — 240 с. — ISBN 5-93004-084-2.